# Effetto additivo
L'effetto additivo (o sopra-additivo) è la relazione che intercorre tra calore e farmaco chemioterapico: quando si osserva un incremento lineare dell'attività citotossica del farmaco all'aumentare della temperatura (da 40,5 °C a 43 °C). Tale effetto si evidenzia negli agenti alchilanti bifunzionali (melphalan, ciclofosfamide e ifosfamide) e composti del platino (cisplatino, oxaliplatino). Questo effetto è il principio su cui si basa la chemioterapia ipertermica.